# Hamaspora longissima
Hamaspora longissima är en svampart som först beskrevs av Thüm., och fick sitt nu gällande namn av Friedrich August Körnicke 1877. Hamaspora longissima ingår i släktet Hamaspora och familjen Phragmidiaceae.   Inga underarter finns listade i Catalogue of Life.